# Železniční trať Mikulovice – Zlaté Hory
Železniční trať Mikulovice – Zlaté Hory (v jízdním řádu pro cestující označená jako část trati 318) je jednokolejná regionální dráha. Provoz na trati byl zahájen v roce 1896.

## Útlum dopravy
V roce 2012 na trati jezdily osobní vlaky z Mikulovic, některé byly výchozí už z Jeseníku. Interval byl ve špičce hodinový, mimo špičku pak vlak jel jednou za dvě nebo za tři hodiny.
Některé vlaky byly přímé už ze Šumperku. V pátek to byl vlak 3615, v neděli pak vlak č. 3611. V neděli taktéž jezdil spěšný vlak č. 1634, který jel až do Olomouce.
V půli roku 2012 se však kvůli zachování dopravy na peážní trati č. 292 z Krnova do Jeseníku na této trati výrazně zredukovaly spoje. Olomoucký kraj to zdůvodnil tím, že úspory ze zrušených vlaků využije na hrazení spěšných vlaků přes peáž.
Provoz byl zachován jen o víkendech a svátcích, v dosti pozměněné podobě. Zůstaly pouze čtyři páry vlaků, zbytek byl nahrazen autobusy.
Všechny vlaky jsou vedeny motorovými vozy ř. 810. 
V roce 2020 byla vzkříšena myšlenka obnovit zastávku u zlatorudných mlýnů ve Zlatých Horách, která nebyla nikdy oficiálně otevřena. Zastávka s provizorním názvem Zlaté Hory-na mlýnech (též Zlaté Hory-zlatorudné mlýny) byla dočasně a neoficiálně v provozu během mistrovství světa v rýžování zlata, které se v její těsné blízkosti konalo v srpnu 2010. V roce 2021 proběhla jednání Okrášlovacího spolku zlatohorského se zástupci Správy železnic, která mají vyústit v plné zprovoznění zastávky, jež je od roku 2010 vybavena nástupištěm i přístupovou cestou.

## Stanice a zastávky

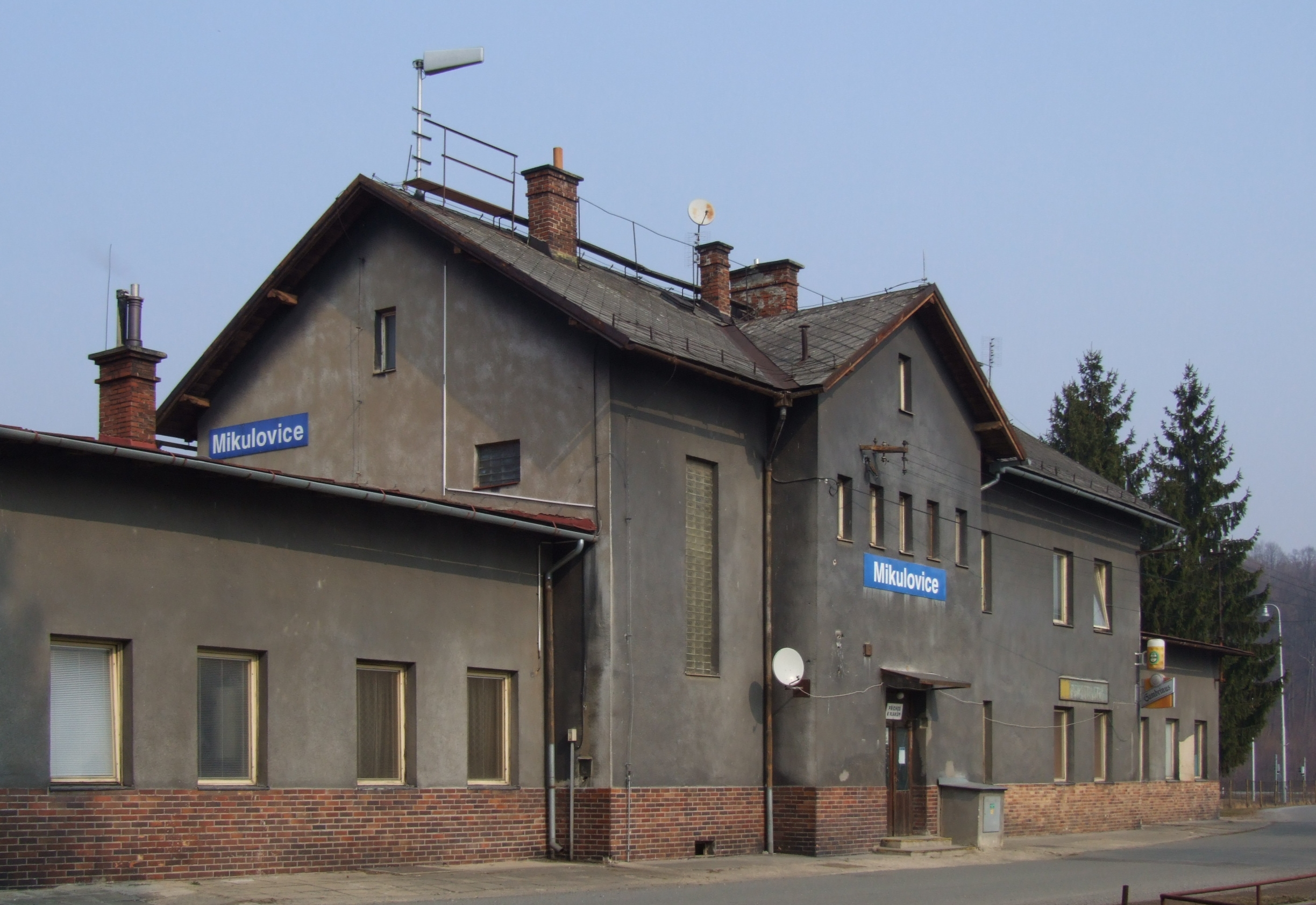
Mikulovice
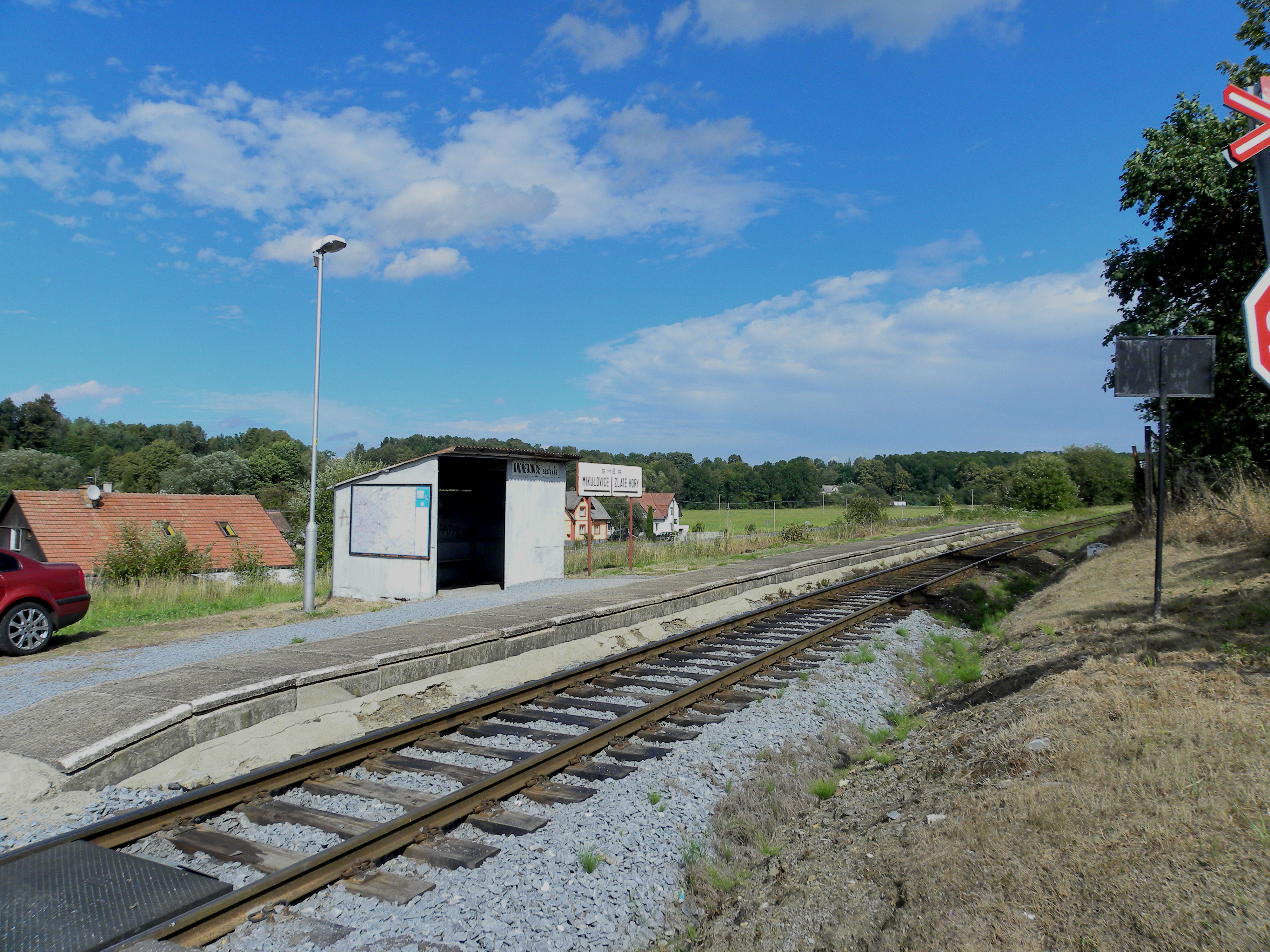
Ondřejovice zastávka
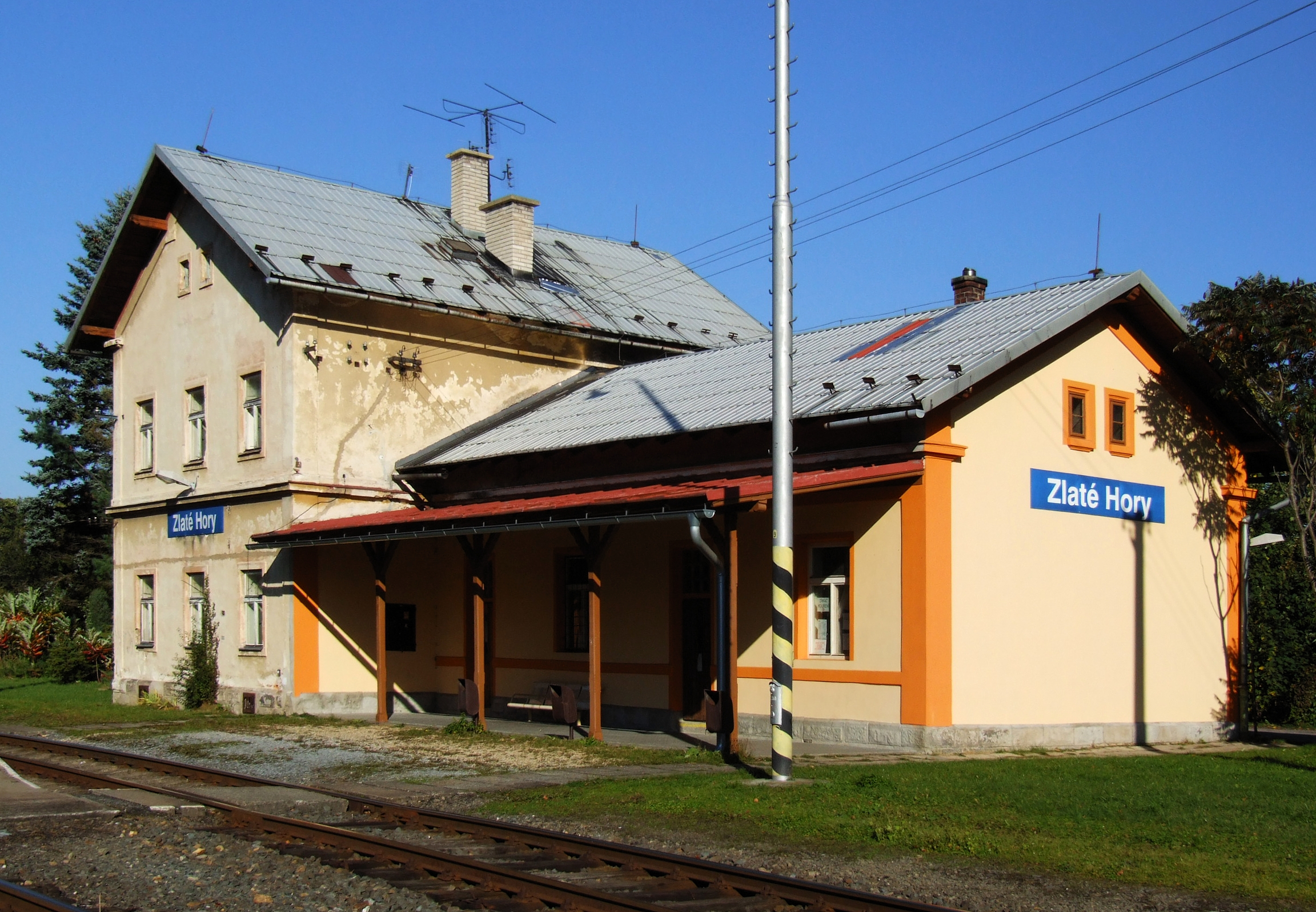
Zlaté Hory

## Železniční mosty a přejezdy

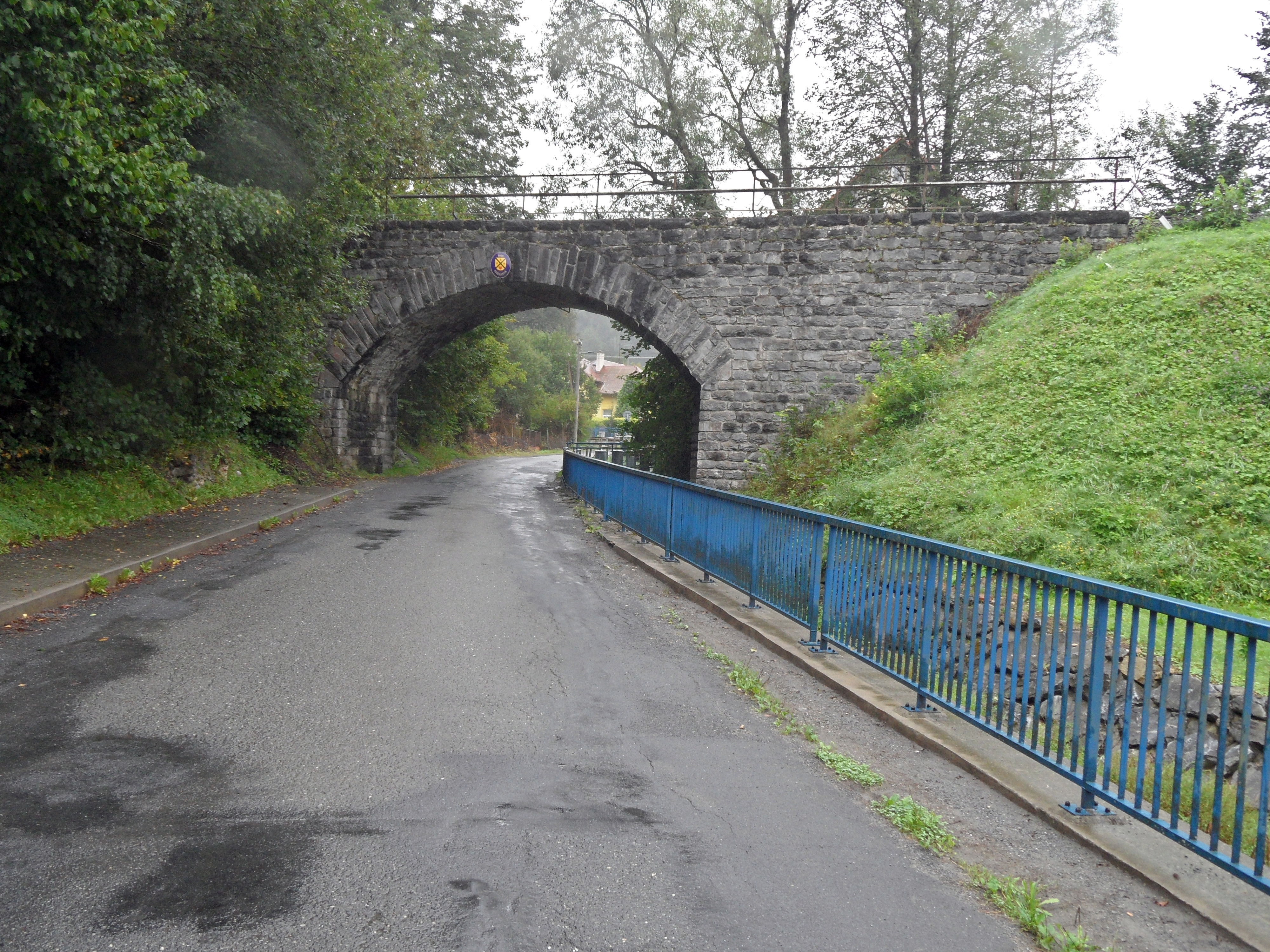
Železniční most v Ondřejovicích: přes silnici a Ondřejovický potok
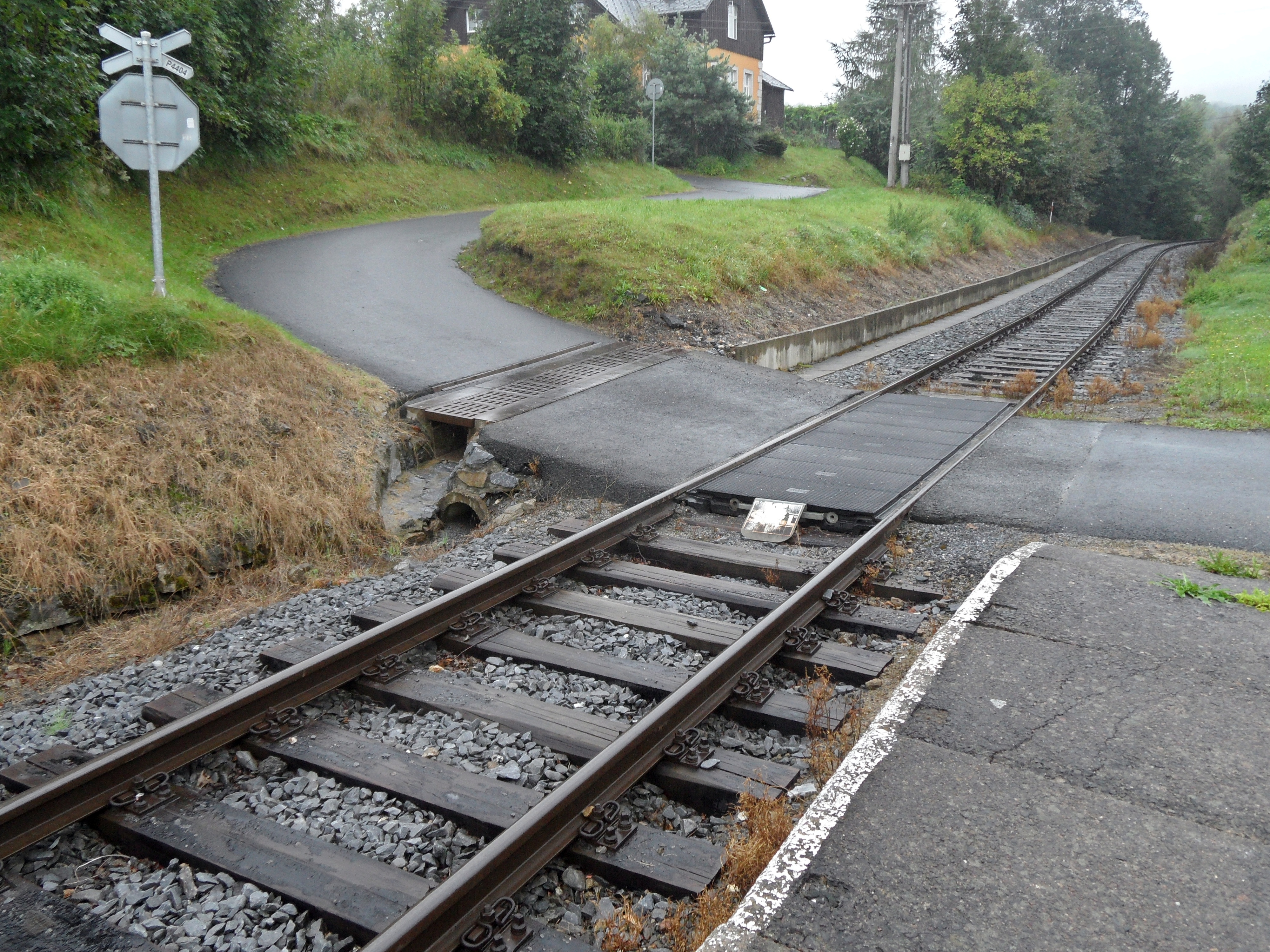
Přejezd P4404 (Ondřejovice zastávka)